# Scan X
 (avril 2024).
Si vous disposez d'ouvrages ou d'articles de référence ou si vous connaissez des sites web de qualité traitant du thème abordé ici, merci de compléter l'article en donnant les références utiles à sa vérifiabilité et en les liant à la section « Notes et références ».
Scan X, de son vrai nom Stéphane Dri, est un compositeur français de musique Techno.
Sa carrière débute en 1993 avec la sortie de nombreux maxis sur le label Fnac Music Dance Division. À partir de 1994, il rejoint le label F Communications sur lequel il sortira en 1996 son premier album, Chroma.
Scan X a été l'un des premiers artistes français de la scène Techno à créer et diffuser sa musique en live devant un public. Il reste une référence dans le domaine et a d'ailleurs été élu à plusieurs reprises "Meilleur Live Techno International" par la presse spécialisée.
Il a composé des musiques de films, Papa (1998) et Step by Step (2000), et a participé à la bande son du jeu Ghost in the Shell en 1998 (aux côtés de Derrick May et Joey Beltram notamment).    
Son second album, How To Make The Unpredictable Necessary?, est sorti en 2003.
Scan X et Benjamin Rippert accompagnent Laurent Garnier dans son projet LBS (Live Booth Sessions), un live de 5 h non-stop.

## Discographie

### SurFnac Music Dance Divisionet CNR Music
- EP (12") (1993)
- Satori EP (1993)
- Scan X EP (1993)

### SurF Communications
- Random Access EP (1994)
- Bleu EP (1995)
- Intrinsic Mind EP (1994)
- Chroma (1996)
- Earthquake EP (1996)
- Wasteland (1996)

- Higher / The Soul (2001)
- Neurotronik (2002)
- Neurotronik / The Blade (2002)
- Classic Reworks (2003)
- Final Destiny / Transit (12") (2004)
- How To Make The Unpredictable Necessary? (2003)

### SurF... U! FCOM
- Desire (2005)
- Magnet (2006)

### Sur d'autres Labels
- Prism sur Harthouse (2008)
- Limelight sur Initial Cuts (2008)
- Midnight sur Skryptöm (2008)
- Sensorium sur Herzblut (2013)
- Alien Symphony  sur Volphonie (2017)